# پشه‌ریختان
پشه‌ریختان (نام علمی: Culicomorpha) نام یک فروراسته از زیرراسته نخ‌شاخکان است.